# Rallina forbesi
Rallina forbesi là một loài chim trong họ Rallidae.